# Contractuur (arbeid)
Een contractuur is een gewerkt uur dat in het kader van een bepaald contract voor salariëring of declaratie in aanmerking komt. Het normatieve aantal uren dat iemand in een periode geacht wordt te werken wordt het aantal contracturen van het contract genoemd.
Je contracturen staan in een contract.